# Porträt des Malers Paul Eugène Gorge
Das Porträt des Malers Paul Eugène Gorge von 1884 ist ein Gemälde des deutschen Malers Lovis Corinth, das er in Antwerpen, Belgien, malte. Das Bild zeigt den befreundeten Maler Gorge und entstand als eines der Frühwerke Corinths. Es befindet sich seit 1913 im Besitz des Von der Heydt-Museums in Wuppertal.

## Bildbeschreibung
Das Gemälde zeigt den Maler Paul Eugène Gorge in einer entspannten Pose im frontalen Brustporträt, auf dem er den Künstler und Betrachter direkt anschaut. Er trägt eine dunkle, nach Charlotte Berend-Corinth eine dunkelblaue, Jacke und darunter ein helles Hemd. Der vor der Brust auf eine Lehne abgelegte rechte Arm endet in einer Hand, in der der Maler eine brennende Zigarette hält. Das dunkle Porträt wird von einer Lichtquelle links des Porträtierten beleuchtet, wodurch vor allem die linke Wange und die Hand mit der Zigarette hell erscheinen, während das Gesicht im Halbschatten liegt. Der Hintergrund besteht aus einer schlichten graublauen Wand, nach Sabine Fehlemann, der ehemaligen Direktorin des Von der Heydt-Museums in Wuppertal, blieben in den Frühwerken Corinths die Hintergründe noch unentdeckt, was sich auch im Bildnis des Neger Othello aus dem gleichen Jahr zeigt, und bilden nur einen flächigen „Resonanzboden“ für die Porträts, die dem Betrachter am vorderen Bildrand nahe gebracht werden. Nach Horst Uhr stellte Corinth in diesem Bild den graublauen Hintergrund mit dem rotblonden Erscheinen des Malers nebeneinander und führte das Bild in zügigen Pinselstrichen aus, wobei er den Kontrast des hellen Lichtes von einer Lichtquelle abseits des Bildes und die Schatten besonders betonte.
Am oberen rechten Rand ist das Bild signiert und beschriftet mit „Lovis Corinth. 1884.“

## Hintergrund und Entstehung

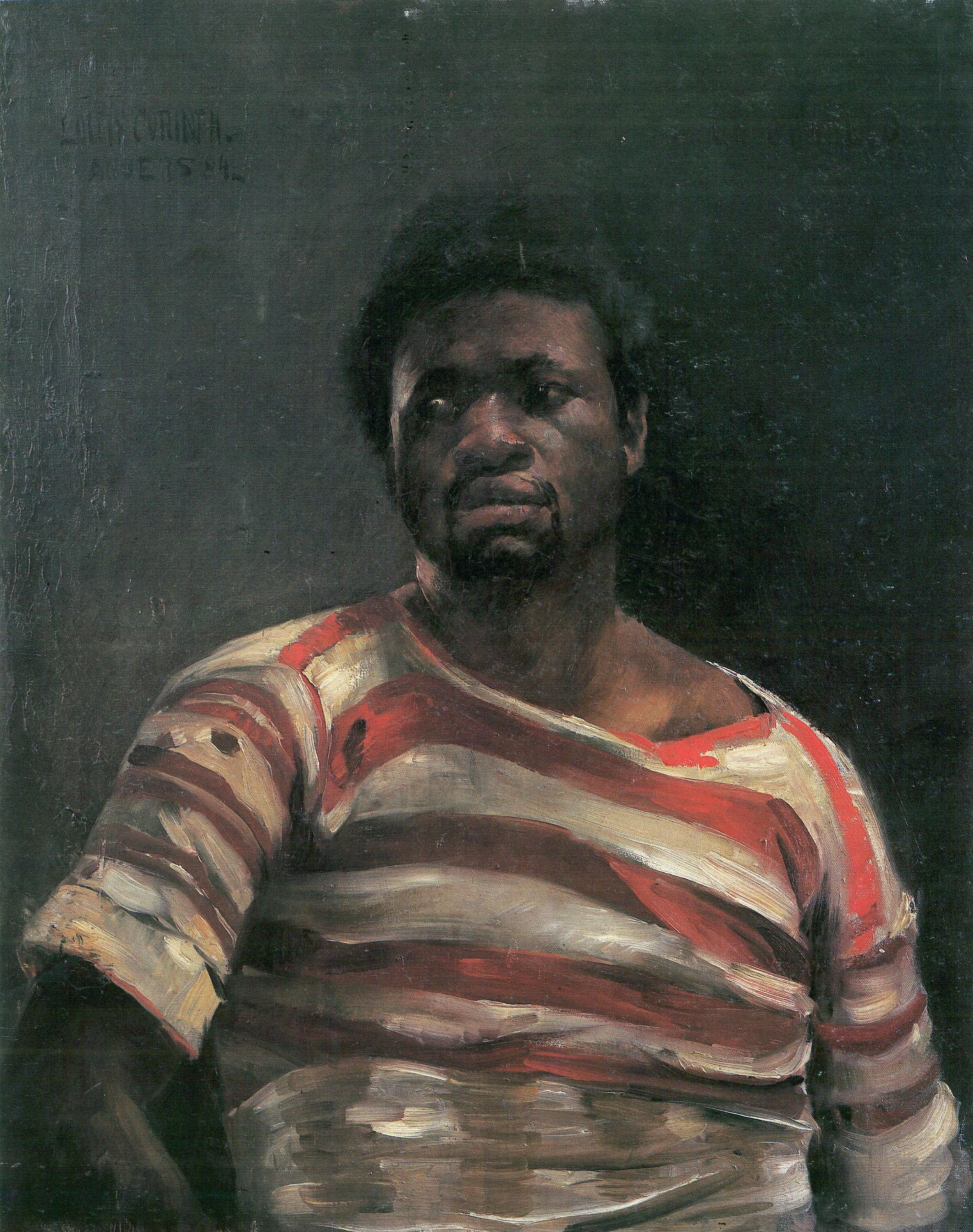
Neger Othello, 1884

Lovis Corinth malte das Porträt 1884 in Antwerpen, wo er einige Zeit lebte und im Atelier von Paul Eugène Gorge arbeitete. Er lernte den Maler auf Empfehlung von Münchner Malerkollegen in Antwerpen kennen und freundete sich mit ihm an. Gorge war Mitglied der belgischen Malervereinigung As Ik Kan, die 1883 gegründet wurde und der auch der junge Henry van de Velde angehörte und die sich weniger der zeitgenössischen als vielmehr der traditionellen und konservativen Landschaftsmalerei verschrieben hatte. Corinth lernte über Gorge weitere Maler kennen, die nach seinen Aussagen jedoch nicht seinem Charakter zusprachen, was er vor allem darauf zurückführt, „daß sie eine andre Nation waren“ und „der echte Ostpreuße [...] sich eben nicht mit Fremden zusammentun“ kann.
Corinth malte in Antwerpen nur wenige Bilder, darunter etwa ein Landschaftsbild mit dem Titel Im Schilf. Das bekannteste Bild Corinths aus dieser Zeit ist der Neger Othello, das Porträt eines schwarzen Hafenarbeiters aus dem Hafen von Antwerpen. Corinth verließ Antwerpen nach nur drei Monaten, um dann nach Paris an die Académie Julian zu gehen. Mit Gorge war er allerdings sein Leben lang befreundet. In seinem 1954 von Charlotte Berend-Corinth veröffentlichten autobiografischen Text Meine frühen Jahre schrieb Corinth über Gorge:

„Gorge z. B. fand ich so liebenswürdig und rein von Charakter, daß ich bis heute mit ihm befreundet bin. Wenn nicht heute der greuliche Weltkrieg unserm Verkehr ein Ende gemacht hätte, so würde er noch heute dauern.“

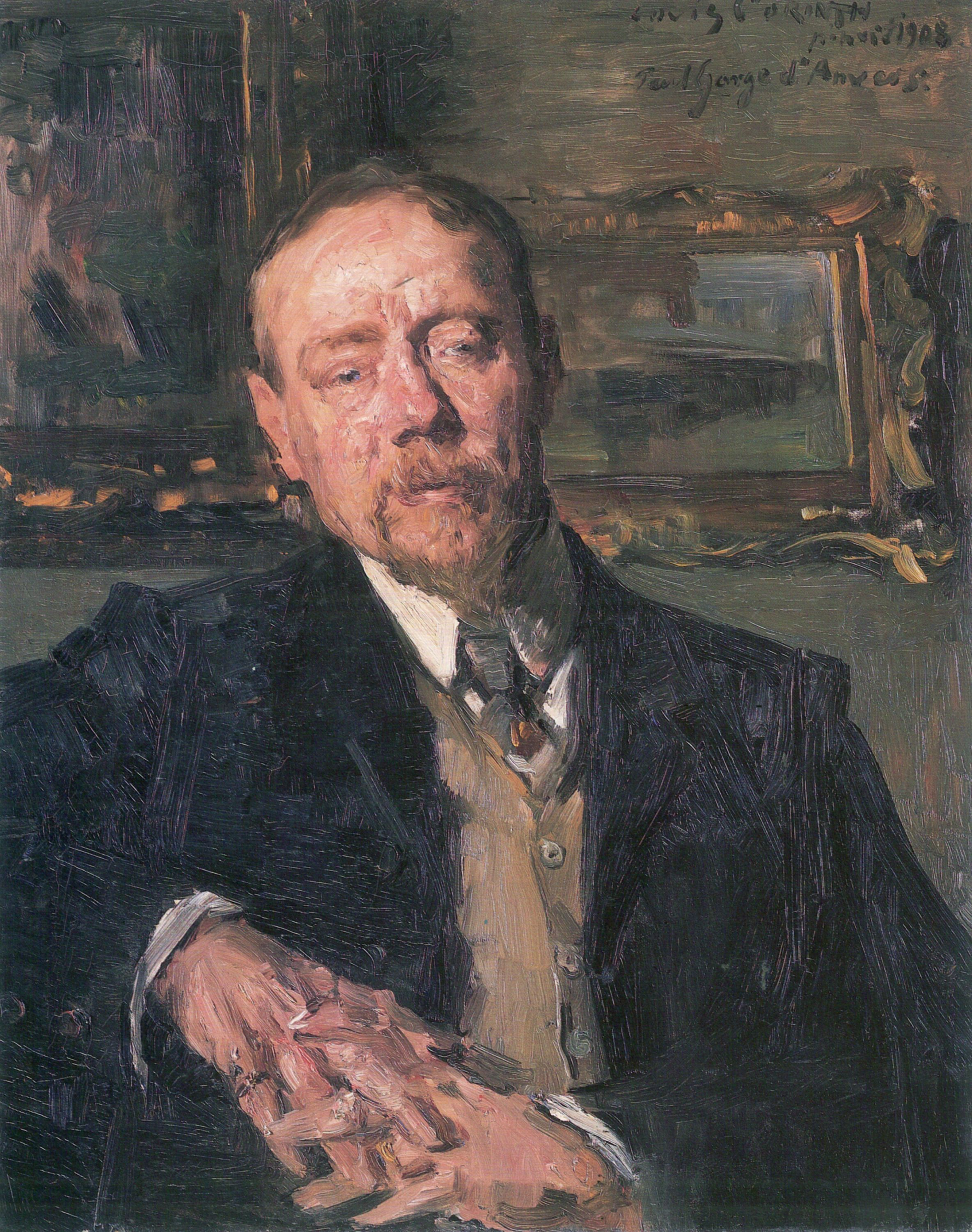
Porträt des Malers Paul Eugène Gorge (1908)

1898 entstand ein zweites Porträt von Gorge und im Jahr 1908 malte Corinth den Maler ein weiteres Mal, diesmal in einem Lehnstuhl vor einigen seiner Bilder sitzend und deutlich älter.

## Ausstellungen und Provenienz
Im Jahr 1888 wurde das Porträt von Corinth in der Königsberger Kunsthandlung „Gutzeit“ ausgestellt und erhielt in der Allgemeinen Zeitung in Königsberg Beachtung. Dort wurde das Bild als „Beispiel eines naturalistischen Kolorismus“ herausgestellt, bei dem auf die „regelrechte Zeichnung und Wiedergabe der Formen weniger Gewicht“ gelegt wird „als auf die richtige Farbgebung in einer besonders interessant gewählten und ungewöhnlichen Seitenbeleuchtung“. Der damalige Rezensent führte weiter aus: „Die Technik verleugnet nicht etwa Flüchtiges, Skizzenhaftes. Aber ein besonderer malerischer Reiz liegt neben der ungeschminkten Naturwahrheit, die aus dieser Portraitstudie uns anblickt, vornehmlich in der flott und sicher die Farben hinsetzenden Mache, in der treffenden Behandlung der Lichttöne und der Transparenz der Halbschattentöne.“
Bereits seit 1913 befindet sich das Werk im Besitz des Von der Heydt-Museums in Wuppertal. Es wurde vor allem nach dem Zweiten Weltkrieg in mehreren Ausstellungen gezeigt. 1950 war es im Landesmuseum Hannover zu sehen. 1958 wurde es anlässlich des hundertjährigen Geburtstags Corinths in einer Retrospektive in Wolfsburg, der Kunsthalle Basel, der Städtischen Galerie München sowie im Folgejahr 1959 in der Tate Gallery in London gezeigt. 1967 zeigte der Badische Kunstverein Karlsruhe das Bild, 1974 war es in der Kunsthalle Bielefeld zu sehen. 1975 wurde es erneut in der Städtischen Galerie im Lenbachhaus in München und im Jahr darauf in der Kunsthalle Köln gezeigt. 1996 wurde eine weitere große Corinth-Ausstellung organisiert, die im Haus der Kunst in München und in der Nationalgalerie in Berlin stattfand und in der neben dem Porträt von 1884 auch das von 1908 zu sehen war. In einer eigenen Ausstellung 1999 zu Corinth wurde das Bild zudem auch im Von der Heydt-Museum abseits der Hauptausstellung mit anderen Bildern Corinths gezeigt.

## Belege
1. 1 2 3  Charlotte Berend-Corinth: Lovis Corinth. Werkverzeichnis. Neu bearbeitet von Béatrice Hernad. Bruckmann Verlag, München 1958, 1992; BC 22, S. 58. ISBN 3-7654-2566-4.
2. 1 2  Sabine Fehlemann: Lovis Corinth – Eine Ausstellung. In: Sabine Fehlemann (Hrsg.): Lovis Corinth. Ausstellung im Von der Heydt-Museum Wuppertal, 1. August bis 19. September 1999.
3. 1 2  Horst Uhr: Lovis Corinth. California Press, Berkeley und Los Angeles 1990. ISBN 0-520-06776-2, S. 25–28.
4. ↑  Lovis Corinth: „Meine frühen Jahre.“ Claassen, Hamburg 1954, S. 119. Zitat: Von Bekannten aus einer Kegelbahn erhielt ich einige Empfehlungen an einen Maler Paul Eugène Gorge, welcher ein sehr angenehmer Mensch sein sollte, und dann würde ich allmählich schon mit anderen Künstlern bekannt werden.
5. 1 2 3  Lothar Brauner: Porträt des Malers Paul Eugène Gorge In: Peter-Klaus Schuster, Christoph Vitali, Barbara Butts (Hrsg.): Lovis Corinth. Prestel München 1996; S. 101. ISBN 3-7913-1645-1.
6. ↑  Lovis Corinth: „Meine frühen Jahre.“ Claassen, Hamburg 1954, S. 120–121. (Volltext)
7. ↑  Charlotte Berend-Corinth: Lovis Corinth. Werkverzeichnis. Neu bearbeitet von Béatrice Hernad. Bruckmann Verlag, München 1958, 1992; BC 18, S. 57. ISBN 3-7654-2566-4.
8. ↑  Charlotte Berend-Corinth: Lovis Corinth. Werkverzeichnis. Neu bearbeitet von Béatrice Hernad. Bruckmann Verlag, München 1958, 1992; BC 19, S. 57–58. ISBN 3-7654-2566-4.
9. ↑  Lothar Brauner: Neger Othello In: Peter-Klaus Schuster, Christoph Vitali, Barbara Butts (Hrsg.): Lovis Corinth. Prestel München 1996; S. 100–101. ISBN 3-7913-1645-1.
10. ↑  Lovis Corinth: „Meine frühen Jahre.“ Claassen, Hamburg 1954, S. 121. (Volltext)
11. ↑  Charlotte Berend-Corinth: Lovis Corinth. Werkverzeichnis. Neu bearbeitet von Béatrice Hernad. Bruckmann Verlag, München 1958, 1992; BC 162, S. 78. ISBN 3-7654-2566-4.
12. ↑  Charlotte Berend-Corinth: Lovis Corinth. Werkverzeichnis. Neu bearbeitet von Béatrice Hernad. Bruckmann Verlag, München 1958, 1992; BC 372, S. 110. ISBN 3-7654-2566-4.
13. 1 2  Allgemeine Zeitung, Königsberg 23. November 1888. Zitiert nach: Lothar Brauner: Porträt des Malers Paul Eugène Gorge In: Peter-Klaus Schuster, Christoph Vitali, Barbara Butts (Hrsg.): Lovis Corinth. Prestel München 1996; S. 101. ISBN 3-7913-1645-1.
14. ↑  Peter-Klaus Schuster, Christoph Vitali, Barbara Butts (Hrsg.): Lovis Corinth. Prestel München 1996. ISBN 3-7913-1645-1.